# Homalopygus remex
Homalopygus remex är en skalbaggsart som beskrevs av Lewis 1900. Homalopygus remex ingår i släktet Homalopygus och familjen stumpbaggar. Inga underarter finns listade i Catalogue of Life.